# Regioni della Guyana

Regioni della Guyana

Le regioni della Guyana costituiscono la suddivisione territoriale di primo livello del Paese e sono pari a 10.

## Lista
| Localizzazione | Regione                              | Capoluogo       | Popolazione (2002) | Superficie (km2) |
| -------------- | ------------------------------------ | --------------- | ------------------ | ---------------- |
|                | Alto Demerara-Berbice                | Linden          | 41 112             | 17 081           |
|                | Alto Takutu-Alto Essequibo           | Lethem          | 19 387             | 57 790           |
|                | Barima-Waini                         | Mabaruma        | 24 275             | 20 339           |
|                | Berbice Orientale-Corentyne          | New Amsterdam   | 123 695            | 36 255           |
|                | Cuyuni-Mazaruni                      | Bartica         | 17 597             | 47 213           |
|                | Demerara-Mahaica                     | Georgetown      | 310 320            | 2 233            |
|                | Isole Essequibo-Demerara Occidentale | Vreed en Hoop   | 103 061            | 3 755            |
|                | Mahaica-Berbice                      | Fort Wellington | 52 428             | 4 170            |
|                | Pomeroon-Supenaam                    | Anna Regina     | 49 253             | 6 195            |
|                | Potaro-Siparuni                      | Mahdia          | 10 095             | 20 052           |